# TVR-Klasse O1
Die TVR-Klasse O1 war eine Baureihe von Tenderlokomotiven der Achsfolge C1’ n2t (0-6-2T), die von Tom Hurry Riches konstruiert wurde. Sie verkehrten auf der Taff Vale Railway (TVR) in Wales ab 1894 und wurden bis 1931 ausgemustert. Die Lokomotive Nr. 28 ist die einzige erhaltene Normalspurlokomotive, die in Wales gebaut wurde.

## Geschichte
Die Lokomotiven wurden von Kitson & Co. und den Cardiff West Yard Locomotive Works der Taff Vale Railway gebaut. Bei der TVR wurden die Dreikuppler vor Güterzügen eingesetzt, die Kohle und Erz aus den Bergwerken zum Hafen brachten. Nachdem der Railways Act 1921 die Great Western Railway (GWR) hervorbrachte, wurde die TVR in die neue Bahngesellschaft integriert und die Lokomotiven der Baureihe O1 von der GWR übernommen, die sie zwischen 1925 und 1931 ausmusterte.
Die nachfolgende Tabelle zeigt die Nummerierung der Fahrzeuge auf:
| Baujahr | Anzahl | Hersteller             | Fabriknummern | Betriebsnummern TVR            | Betriebsnummern GWR                    | Anmerkungen |
| ------- | ------ | ---------------------- | ------------- | ------------------------------ | -------------------------------------- | ----------- |
| 1894    | 8      | Kitson & Co.           | 3572–3579     | 27, 29, 37, 41, 65, 70, 73, 78 | 449, 451, 454, 455, 476, 477, 479, 480 |             |
| 1897    | 6      | TVR Cardiff West Works | —             | 28, 60–64                      | 450, 471–475                           |             |

## Lokomotive 28

### Betriebseinsatz
Die Lokomotive mit der TVR-Betriebsnummer 28 war die letzte in Wales gebaute Normalspurlokomotive. Bei der TVR wurde sie vor Erz- und Kohlezügen von den Bergwerken zum Hafen eingesetzt. Bei der Übernahme durch die Great Western Railway im Jahre 1922 hatte sie 483.189 Meilen zurückgelegt. 1923 erhielt sie bei einer grundlegenden Überholung einen neuen Kessel aus den West Yard Works.
Nach der Übernahme in den GWR-Bestand erhielt die Lokomotive die neue Betriebsnummer 450, außerdem wurde sie mit einer Abdeckung über dem Sicherheitsventil versehen, wie sie bei GWR-Lokomotiven üblich war. Das äußere Erscheinungsbild blieb unverändert. Die Lokomotive wurde am 30. Oktober 1926 abgestellt, befand sich jedoch in einem guten Zustand und wurde 1927 an die Regierung verkauft, um auf der Woolmer Military Instructional Railway, später Longmoor Military Railway genannt, eingesetzt zu werden. Sie wurde nach dem General von Khartum Gordon genannt und in Hampshire in tadellosem Zustand unterhalten, wobei sie im Vergleich zu den TVR-Zeiten für relativ leichte Aufgaben eingesetzt wurde.
Beim Ausbruch des Zweiten Weltkrieges wurde die Lokomotive in W.D. 205, später W.D. 70205 umnummeriert, wurde dann aber nicht mehr benötigt und hinterstellt. 1947 wurde sie an das National Coal Board (NCB) verkauft und bei der Hetton colliery railway eingesetzt. Hier erhielt sie die Betriebsnummer 67, behielt aber die Gordon-Namensschilder als sie wieder für schwere Dienste in den Kohlenfeldern eingesetzt wurde. 1955 wurde sie generalüberholt, was kleine Änderungen am Aussehen bewirkte, 1959 musste der Kessel repariert werden, 1960 wurde die Lokomotive außer Dienst gestellt.

### Erhaltung

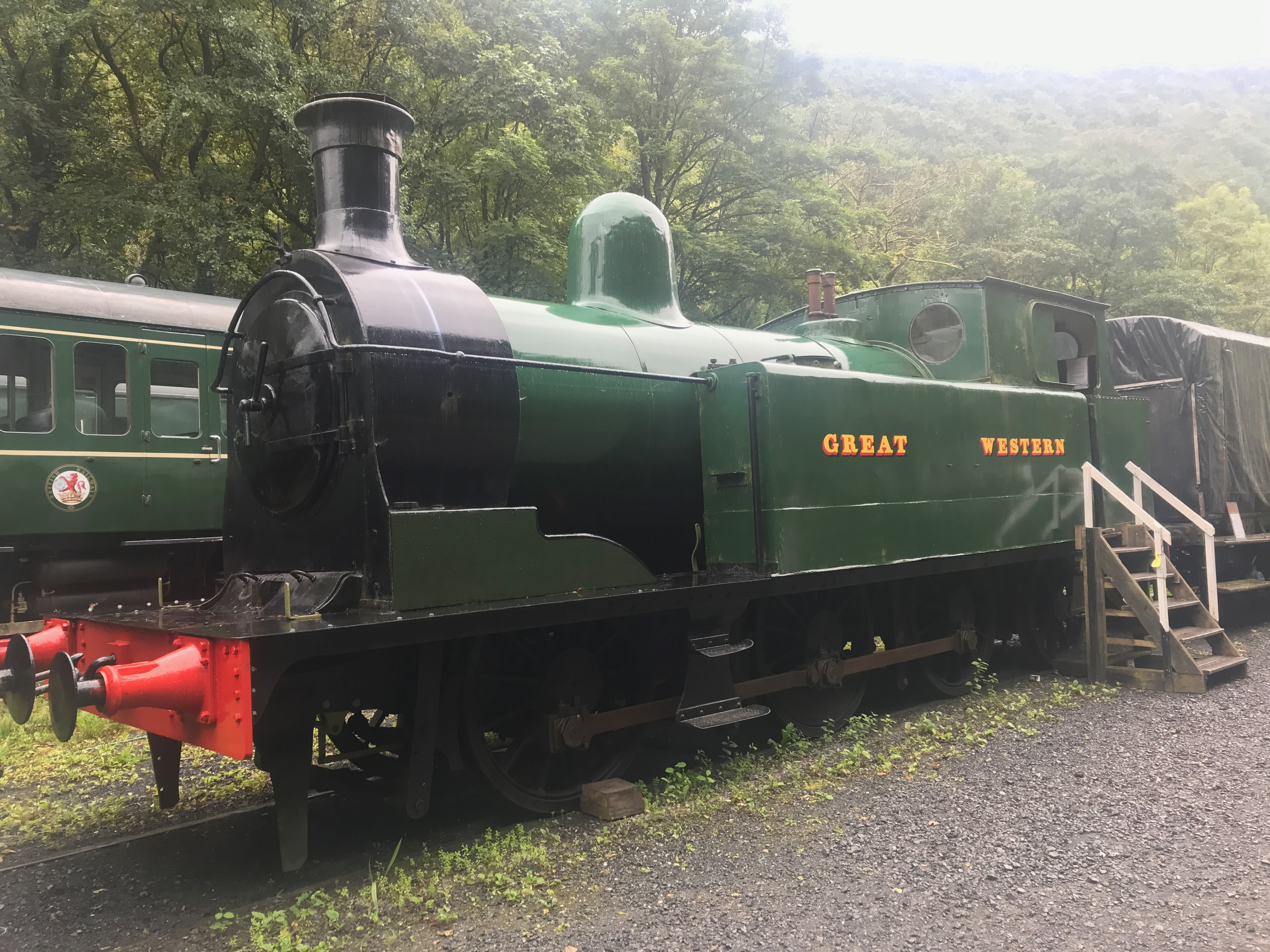
Lokomotive 28 im September 2018 bei der Gwili Railway

Nachdem das NCB gebeten wurde, die Lokomotive zu retten, wurde sie 1962 erfolgreich zur Erhaltung den British Railways geschenkt, sodass sie Teil der National Collection, der Sammlung historischer Eisenbahnfahrzeuge des britischen Staates, wurde. Ursprünglich war beabsichtigt, die letzte in Wales gebaute Normalspurlokomotive in den Caerphilly Locomotive Works in den ursprünglichen TVR-Zustand zurückzuversetzen. Das Vorhaben konnte aber nicht umgesetzt werden, weil der Standort geschlossen wurde. Die Nr. 28 war die letzte Lokomotive, die den Standort verließ und zuerst in Swindon, dann in London hinterstellt wurde.
1966 wurde sie nach Caerphilly zurückgebracht und vom National Railway Museum (NRM) in York, das einen Teil der National Collection beherbergt, dem National Museum of Wales zur Verwahrung übergeben. In den späten 1960er und frühen 1970er Jahren wurde die Lokomotive von der Caerphilly Railway Society betriebsfähig aufgearbeitet und konnte ab 1983 auf dem kleinen Gelände der Vereinigung während etwa sieben Jahre eingesetzt werden, bis die Kesselfrist abgelaufen war. Während sie auf die Kesselprüfung wartete, wurde das Gelände geschlossen. Die Lokomotive wurde dann über ein Jahrzehnt an die Dean Forest Railway verliehen, die sie für eine gründliche Aufarbeitung zerlegt. Die Arbeiten wurden aber eingestellt, nachdem gebrochene Federn entdeckt wurden.
Das NRM überführte die Lokomotive im Jahr 2013 zur Llangollen Railway, wo sie wieder zusammengebaut wurde. Dank einer Dreierpartnerschaft zwischen dem NRM, der Llangollen Railway und der Gwili Railway konnte 2013 die äußerliche Aufarbeitung der Nr. 28 in Angriff genommen werden. Das Ziel war, die Lokomotive wieder in ihren Ursprungszustand zurückzuversetzen. Im Jahr 2014 ging sie als Dauerleihgabe an die Gwili Railway, wo sie unter die Obhut der Gwili Vintage Carriages Group kam. Die Lokomotive wurde zusammen mit dem einzigen in Wales gebauten normalspurigen Eisenbahnwagen ausgestellt. Die getroffene Vereinbarung lief aber im Februar 2020 aus.
Am 1. Oktober 2019 kündigten das NRM und der Welsh Railways Trust, der aus der Gwili Vintage Carriages Group hervorgegangene ist, eine über drei Jahre laufende Vereinbarung an, mit welcher die Lokomotive wieder betriebsfähig aufgearbeitet werden soll. Das Projekt rechnet mit Kosten von 160.000 £, umgerechnet 178.000 Euro, wovon 18.000 von der Association for Industrial Archaeology stammen. Die Gelder werden für die Aufarbeitung des Lauf- und Triebwerks der Lokomotive verwendet, das noch originale Teile der Taff Vale Railway enthält. Die Lokomotive wird bei der Gwili Railway aufgearbeitet, wo sie danach auch eingesetzt werden soll.